# Crayon Shin-chan - Arashi o yobu! Yūhi no Kasukabe Boys
Crayon Shin-chan - Arashi o yobu! Yūhi no Kasukabe Boys (クレヨンしんちゃん 嵐を呼ぶ!夕陽のカスカベボーイズ?, Kureyon Shin-chan - Arashi o yobu! Yūhi no Kasukabe Bōizu, letteralmente "Crayon Shin-chan - Evocare la tempesta! I Kasukabe Boys del tramonto") è un film d'animazione del 2004 diretto da Tsutomu Mizushima.
Si tratta del 12° film basato sul manga e anime Shin Chan. Come per gli altri film di Shin Chan, non esiste un'edizione italiana del lungometraggio.

## Trama
Shin-chan e i suoi amici entrano all'interno di un vecchio film ambientato nel west americano. Lì incontrano molte altre persone del loro paese, Kasukabe, e cercano insieme di tornare in occidente. Una volta tornati in occidente, la famiglia trova un cittadino appassionato di film ed un professore che sta indagando su come uscire dall'occidente. Shin-chan riesce a riunire gli amici e insieme formano l'esercito di Kasukabe. Alla fine dell'avventura, Shin-chan e i suoi amici riescono ad entrare nella zona riservata in occidente e scoprire la verità.

## Personaggi e doppiatori
| Personaggio       | Doppiatore     |
| ----------------- | -------------- |
| Shinnosuke Nohara | Akiko Yajima   |
| Hiroshi Nohara    | Keiji Fujiwara |
| Misae Nohara      | Miki Narahashi |
| Himawari Nohara   | Satomi Koorogi |
| Masao Sato        | Mie Suzuki     |
| Nene Sakurada     | Tamao Hayashi  |
| Tooru Kazama      | Mari Mashiba   |
| Boo               | Chie Satou     |

## Distribuzione

### Edizioni home video
In Giappone il film è stato distribuito in VHS il 22 aprile 2005 e in DVD il 28 ottobre 2005.